# Stazione di Scurcola Marsicana
La stazione di Scurcola Marsicana è una stazione ferroviaria della ferrovia Roma-Pescara a servizio dell'omonimo comune.

## Storia
La stazione venne inaugurata nel 1888, in occasione dell'apertura dell'intera linea.

## Strutture e impianti
Il fabbricato viaggiatori possiede una sala d'attesa dotata di una convalidatrice di biglietti. Il piazzale ferroviario è dotato di un unico binario.

## Movimento
Il servizio è svolto da Trenitalia secondo contratto di servizio stipulato con la Regione Abruzzo. In totale sono circa 6 i treni che effettuano fermata presso la stazione, con destinazioni principali Avezzano e Roma Tiburtina.

## Servizi
- Sala d'attesa